# Szachta Ukraina Ukraińsk
Szachta Ukraina Ukraińsk (ukr. Футбольний клуб «Шахта Україна» Українськ, Futbolnyj Kłub "Szachta Ukrajina" Ukrajinśk) – ukraiński klub piłkarski z siedzibą w Ukraińsku, w obwodzie donieckim.

## Historia
Chronologia nazw:
- 19??—...: Szachta Ukraina Ukraińsk (ukr. «Шахта Україна» Українськ)

Drużyna piłkarska Szachta Ukraina Ukraińsk została założona w mieście Ukraińsk w XX wieku. Zespół występował w rozgrywkach mistrzostw i Pucharu obwodu donieckiego. W sezonie 1997/98 debiutował w rozgrywkach Amatorskiej Ligi, w której zajął drugie miejsce w 4 grupie. W następnym sezonie był ósmym w 3 grupie, a w Amatorskim Pucharze Ukrainy doszedł do półfinału. W 1999 zespół ponownie startował w rozgrywkach Amatorskiego Pucharu Ukrainy, gdzie w finale pokonał zespół Trojanda-Ekspres Połonka Gorzka 2:0, 1:2. W sezonie 2000 zajął drugie miejsce w 8 grupie. Potem kontynuował występy w rozgrywkach Mistrzostw i Pucharu obwodu.

## Sukcesy
- Amatorska Liga:

2 miejsce w 8 grupie: 2000
- Amatorski Puchar Ukrainy:

zdobywca: 1999